# Détective en fauteuil

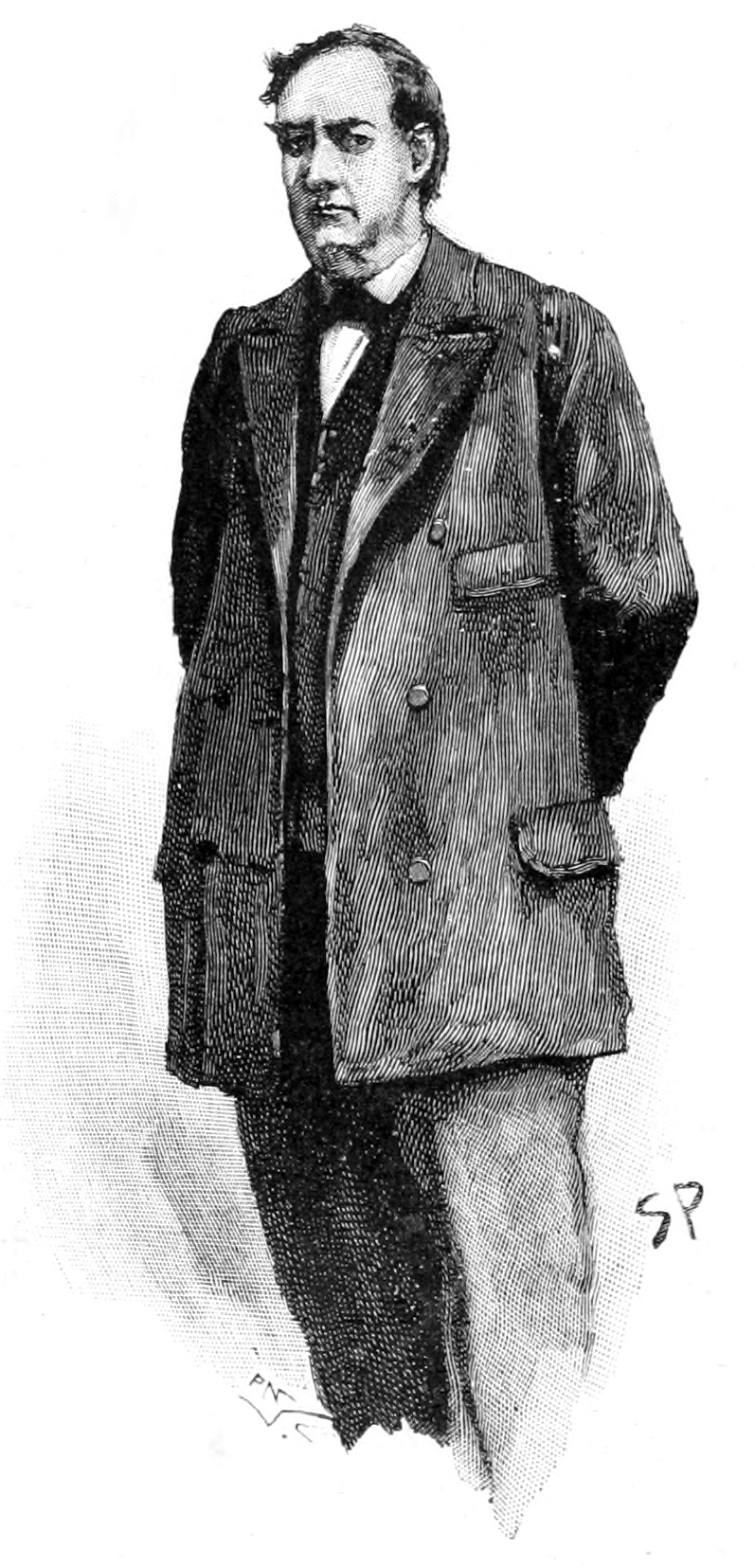
Mycroft Holmes (frère aîné de Sherlock), premier exemple célèbre de « détective en fauteuil », dans une illustration de Sidney Paget, parue en septembre 1893 dans les colonnes de The Strand Magazine, lors de la publication de la nouvelle L'Interprète grec.

Un détective en fauteuil (en anglais : armchair detective) est, dans la littérature policière, un type de personnage d'enquêteur qui résout des énigmes sans se rendre sur la scène d'un crime et sans interroger lui-même les témoins, c'est-à-dire sans jamais s'éloigner de son fauteuil, réel ou virtuel.
Généralement, les premiers éléments de l'énigme criminelle sont rapportés au détective soit par la lecture de la presse, soit par une personne tierce qui vient faire un rapport, détaillé ou pas, au détective.
Les spécialistes de littérature policière divergent parfois sur la définition exacte du « détective en fauteuil ». Certains admettent le principe du détective ne quittant pas son lieu de prédilection mais déléguant des assistants pour mener l'enquête à sa place tandis que d'autres analystes, plus rigoristes, conçoivent ce rôle de manière stricte, avec un détective qui se voit soumettre en une fois tous les éléments de l'énigme et, à partir de ceux-ci, expose la solution.

## Chez Edgar Allan Poe
Le premier exemple célèbre de détective en fauteuil est le chevalier Auguste Dupin, mis en scène par le romancier et nouvelliste américain Edgar Allan Poe, dans le cadre de trois nouvelles, publiées de 1841 à 1844.
Dans la première de ces nouvelles, Double assassinat dans la rue Morgue, Dupin ne répond pas du tout à la définition du détective en fauteuil, puisqu'il accède au lieu du crime, où il accumule divers indices qui, comparés aux narrations parfois fantaisistes faites par les journaux, lui permettent de résoudre l'affaire.
C'est dans la seconde nouvelle du cycle, Le Mystère de Marie Roget, publiée en revue en trois livraisons en novembre et décembre 1842 et février 1843, qui pose réellement les bases de la méthode du détective en fauteuil. Dupin y résout l'énigme sans faire le moindre déplacement, en se basant seulement sur les récits de l'affaire faits dans les journaux de l'époque. Il est à noter que cette nouvelle est inspirée d'un fait divers réel, la disparition à New York, en 1841, de Mary Cecilia Rogers, découverte noyée quelques jours plus tard, meurtre qui, à ce jour, n'a jamais été résolu, bien que diverses théories sur son assassinat aient été publiquement échafaudées.

## Chez Sir Arthur Conan Doyle
Quelques décennies plus tard, un autre exemple de détective en fauteuil apparaît avec le personnage de Mycroft Holmes, frère aîné de Sherlock Holmes, héros de plusieurs romans et nouvelles de Sir Arthur Conan Doyle. L'une des occupations favorites de Mycroft Holmes est ainsi, selon ce qu'en rapporte son frère, de rester assis dans son fauteuil du Diogenes Club, dont il est le cofondateur, pour résoudre des énigmes criminelles, à la différence de son frère cadet Sherlock qui, de son côté, ne dédaigne pas courir sur le terrain pour collecter des indices.
Cette différence d'approche, entre les deux frères, dans la méthode de résolution des énigmes, manque d'ailleurs d'être fatale, dans la nouvelle L'Interprète grec, au personnage de M. Melas, en raison de la réticence de Mycroft Holmes à adopter une attitude active dans la conduite des enquêtes, M. Melas ne devant son salut qu'à l'arrivée sur les lieux de sa détention de Sherlock Holmes et du docteur Watson, tandis que l'un de ses compagnons trouve la mort dans l'aventure.

## Dans l'œuvre de la baronne Orczy
Après Conan Doyle, c'est la baronne Orczy qui, en 1909, dans son recueil de nouvelles The Old Man in the Corner , devait reprendre le principe du « détective en fauteuil ». Son détective, Bill Owen, reste habituellement cantonné dans un salon de thé, où la journaliste Polly Burton vient en quelque sorte prendre ses instructions et lui rapporter ses découvertes, à partir desquelles Owen résout le mystère. La baronne Orczy devait réutiliser ce duo dans deux autres recueils de nouvelles : The Case of Miss Elliot (écrit postérieurement à The Old Man in the Corner mais publié en premier, en 1905), et enfin dans le recueil Unravelled Knots, publié beaucoup plus tard, en 1926.

## Chez G. K. Chesterton
Le personnage du père Brown, créé par G. K. Chesterton en 1910, n'apparaît que dans des nouvelles. Il est connu pour résoudre les mystères par la simple observation, mais il lui arrive de découvrir le coupable uniquement en écoutant le compte-rendu d'une affaire, comme dans L'Oracle du chien (1926).

## Chez Maurice Leblanc
Le romancier et nouvelliste Maurice Leblanc, créateur du personnage d'Arsène Lupin, s'est amusé en une occasion à faire de son personnage un exemple de détective en fauteuil. Dans la nouvelle L'Homme à la peau de bique, publiée en mai 1927, de manière isolée du reste de son œuvre, dans le cadre d'une anthologie titrée L'Amour selon des romanciers français, Maurice Leblanc se livre à un double exercice : écrire un pastiche de la nouvelle Double assassinat dans la rue Morgue, publiée en avril 1841 par Edgar Allan Poe, et en transformer la trame pour en faire une nouvelle typique de cas résolu par un détective en fauteuil, alors que la nouvelle d'origine n'était pas représentative du genre.
Arsène Lupin, mis au défi par le rédacteur d'un journal parisien, réplique par l'envoi d'un télégramme dans lequel il qualifie l'affaire soumise à sa sagacité de « mystère pour enfants en nourrice », puis par une lettre dans laquelle il donne des indications permettant de retrouver rapidement, à proximité immédiate des lieux du crime, l'homme-singe responsable du carnage. Il conclut son propos par une pitrerie dont il est coutumier, en regrettant « infiniment d'être retenu à Paris par de grosses occupations et la mise en train d'affaires très compliquées » et en demandant à être excusé « auprès de [ses] bons amis de la justice ».
Maurice Leblanc revendique d'ailleurs implicitement le pastiche puisque, en conclusion de sa nouvelle, il livre un dialogue entre le narrateur et Arsène Lupin, dans lequel ceux-ci reconnaissent la dette envers Edgar Allan Poe, sans donner toutefois le nom de la nouvelle d'origine.

## Chez Patricia Wentworth
Patricia Wentworth crée en 1928 la détective Miss Maud Silver, une vieille dame que ses clients trouvent en train de tricoter dans son bureau. Elle résout principalement les énigmes d'après le récit de ses clients et les recherches que ses indicateurs mènent pour elle. Elle se déplace cependant, généralement vers la fin de l'enquête.

## Dans l'œuvre d'Agatha Christie
Toujours dans la littérature britannique, Agatha Christie mettra en scène plusieurs nouvelles ou romans dans lesquels ses héros se livreront, de leur plein gré ou en raison des circonstances, à une occupation de « détective en fauteuil ».

### Hercule Poirot
Le détective belge Hercule Poirot résoudra ainsi, sans quitter son appartement londonien, le mystère de la Disparition de M. Davenheim et le Mystère de Hunter's Lodge (dans deux nouvelles publiées en revue en 1923) puis, beaucoup plus tard, celles des meurtres narrés dans Les Pendules (roman publié en 1963). Dans les deux nouvelles, Poirot délègue son ami le capitaine Hastings pour participer à l'enquête, dans le premier cas à la suite d'un pari avec l'inspecteur Japp, dans le second parce qu'il est cloué au lit par une grippe. Dans le roman, Poirot se voit soumettre l'énigme par le fils d'un de ses amis policiers, alors qu'il est exilé dans un hôtel pendant les travaux de réfection de son appartement et occupé à comparer les méthodes de détection dans la littérature policière.
Par ailleurs, même si, dans de nombreuses enquêtes, Hercule Poirot ne se comporte pas strictement comme un « détective en fauteuil », en ne négligeant pas les déplacements, les entretiens avec les témoins, etc., il ne manque pourtant pas une occasion pour marquer sa prédilection pour le travail de réflexion de ses « petites cellules grises », effectué calmement à son domicile, là où d'autres enquêteurs privilégient la recherche de mégots de cigarettes et autres indices matériels sur le terrain.
Cette part de la personnalité de Poirot, recherchant le confort douillet et ordonné de son intérieur londonien constitue certainement sa ressemblance la plus marquée avec le principe du « détective en fauteuil ».
Dans le premier chapitre du roman Le Couteau sur la nuque (1933), Hercule Poirot s'adresse ainsi au capitaine Hastings : « Lorsque nous menons ensemble une enquête, vous ne songez qu’au côté matériel de l’affaire. Vous me pressez de relever des empreintes digitales, d’analyser la cendre des cigarettes et de me jeter à plat ventre sur le sol pour mieux étudier les marques de pas. Ne comprendrez-vous donc jamais qu’installé dans un fauteuil et les yeux fermés, je découvre plus aisément la solution d’un problème ? Je vois avec les yeux de l’esprit. ».

### Miss Marple
L'autre grande héroïne d'Agatha Christie, Miss Marple, s'essaiera aussi au travail de « détective en fauteuil », notamment dans les treize problèmes du recueil de nouvelles Miss Marple au Club du Mardi (publiés en revue de décembre 1927 à novembre 1931).
Dans son grand âge, elle engagera aussi – ponctuellement – une assistante, Lucy Eyelessbarrow, pour collecter, dans le roman Le Train de 16 h 50, publié en 1957, tous les éléments nécessaires à la résolution d'un meurtre auquel a assisté l'une de ses amies, Mrs McGillicuddy, lors d'un voyage en train.
Lors de son séjour à l'hôtel Bertram (dans le roman du même nom, publié en 1965), Miss Marple adopte également un comportement proche, par certains aspects, de celui du « détective en fauteuil », en ayant un contact très distancié avec les témoins de l'affaire, tout en résidant sur les lieux même de l'énigme.

### Tommy et Tuppence
Dans une des 17 nouvelles du « roman-recueil » Le crime est notre affaire (en anglais : Partners in Crime), mettant en scène Tommy et Tuppence Beresford, Agatha Christie s'essaiera aussi, aux côtés de pastiches d'autres détectives de fiction de l'époque (dont... Hercule Poirot) à un pastiche de l'œuvre de la baronne Orczy.
La 11e nouvelle du recueil, Le Mystère de Sunningdale (en anglais : The Sunningdale Mystery) s'inspire clairement des nouvelles mettant en scène Bill Owen et Polly Burton, respectivement campés par Tommy et Tuppence, tandis que le salon de thé de The Old Man in the Corner se trouve cette fois être un restaurant bon marché.
Tommy Beresford, s'inspirant du modèle ouvertement revendiqué (comme dans les autres histoires de recueil), se livre alors, grâce aux éléments glanés à la lecture de la presse, à la résolution de l'énigme liée à la découverte, trois semaines plus tôt, sur un terrain de golf, du cadavre d'un homme tué par une épingle à chapeaux plantée en plein cœur.

## Chez Rex Stout
Dans la littérature américaine, c'est le romancier Rex Stout qui a popularisé le concept du « détective en fauteuil », avec son personnage de Nero Wolfe, héros de 33 romans et 39 nouvelles publiés entre 1934 et 1975. Nero Wolfe quitte rarement sa luxueuse demeure des bords de l'Hudson, à New York, où il cultive amoureusement 10 000 orchidées, et envoie sur le terrain son assistant détective Archie Goodwin, qui lui rapporte tous les éléments utiles à la résolution de l'énigme et procède ensuite à la narration de l'histoire.

## Chez Isaac Asimov
Isaac Asimov, essentiellement connu pour ses nombreuses œuvres de science-fiction et ses ouvrages de vulgarisation scientifique, a également écrit un certain nombre de romans et nouvelles de qui s'apparentent fortement au genre du « détective en fauteuil ».

### Susan Calvin et les autres
Les nouvelles de Robots, qui font souvent intervenir Susan Calvin ou d'autres spécialistes de la robopsychologie, résolvent des imbroglios par la discussion, l'amas de preuve et le raisonnement par déduction sans déplacement ou enquête sur le terrain.

### Le cycle des veufs noirs
Chaque mois, les membres du club des veufs noirs se réunissent dans un restaurant new-yorkais pour tenter de résoudre un problème soumis par un invité. Chaque mois, la solution de l'énigme est trouvée par le serveur Henry, qualifié par les membres du club de « l'un d'entre nous ».

### Wendell Urth
Dans le même ordre d'idées, Asimov a aussi créé Wendell Urth, un spécialiste des mondes extra-terrestres qui souffre de phobie chronique des transports. Wendell Urth fait ses enquêtes sans sortir du décor de son cabinet de travail.

## Dans d'autres domaines de la fiction
Outre les adaptations cinématographiques ou télévisées ayant pu être faites des histoires mettant en scène les héros de littérature cités plus haut, il faut également rapporter, à titre très anecdotique, l'existence du personnage de Robert Dacier (Robert Ironside dans la version originale en anglais), héros principal de la série télévisée L'Homme de fer (en anglais : Ironside).
Par certains aspects, le personnage de Robert Dacier se rattache au cliché classique du « détective en fauteuil ». Devenu infirme à la suite d'une tentative d'assassinat, il est en effet dans l'incapacité, dans certaines circonstances, d'aller sur le terrain et, à cet effet, délègue une série d'assistants efficaces pour mener l'enquête à sa place. Compte tenu de l'infirmité qui le cloue dans un fauteuil roulant, le personnage de Dacier serait ainsi, en quelque sorte, doublement un « détective en fauteuil » bien que, dans les 196 épisodes de la série diffusée entre 1967 et 1975, la part de l'« action » soit notablement plus importante que la part de la « réflexion » dans la vision habituelle du rôle du « détective en fauteuil ».